# BMW X3 (G01)
BMW X3 (внутрішнє позначення: G01, iX3: G08, X3 M: F97) — позашляховик від німецького автовиробника BMW і наступник другого X3 (F25). Друге покоління BMW X4 (G02) технічно базується на G01.

## Історія
Новий X3 був представлений 2017-06-26 на заводі BMW у Спартанбурзі. Публічна прем’єра п’ятимісного автомобіля відбулася на міжнародному автосалоні (IAA) у 2017-09 у Франкфурті-на-Майні. Автомобіль надійшов до дилерів 2017-11-11 за цінами від 44000 євро.
На базі G01 Alpina представила 88-му На Женевському автосалоні в 2018-03 року друге покоління дизельного двигуна XD3.
На автосалоні в Пекіні в 2018-04 року BMW вперше представила iX3, електрифіковану версію транспортного засобу як концепт автомобіля. BMW представила серійну модель із внутрішнім позначенням G08 у 2020-07. Режими водіння, які асоціюються з різними звуками, були розроблені кінокомпозитором Гансом Циммером. iX3 виробляється виключно в Китаї компанією BMW Brilliance Automotive і надійде в продаж у Європі на початку 2021 року.
З 2018-04 року G01 також виробляється в Шеньяні, Китай, і Россліні, Південна Африка.
З 2019-09 року X3 M (F97) і модель Competition на його основі. Формально вони були представлені публіці на Женевському автосалоні того ж року. Ці автомобілі мають двигун S58 з двома одинарними турбокомпресорами, який використовує лише десять відсотків деталей базового варіанту B58.
Оновлена версія позашляховика була представлена 9 квітня. Представлений у червні 2021 року. Він надійшов у продаж у серпні 2021 року. iX3 також було переглянуто, незважаючи на те, що він був представлений на ринку кількома місяцями раніше. Фейсліфтована модель, яка випускається з вересня 2021 року, тепер, серед іншого, має більший дисплей і стандартний пакет M-Sport.

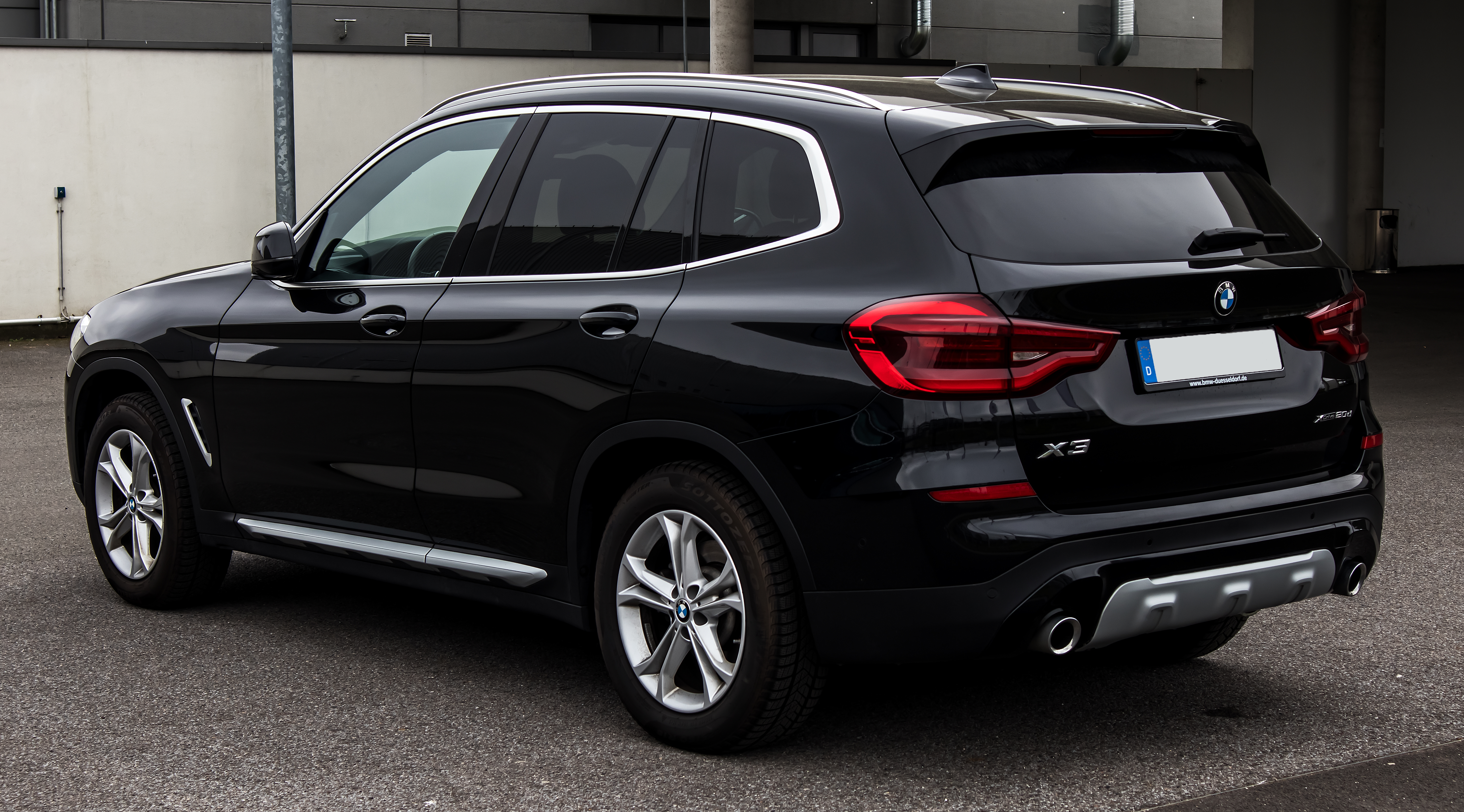
Вид ззаду збоку
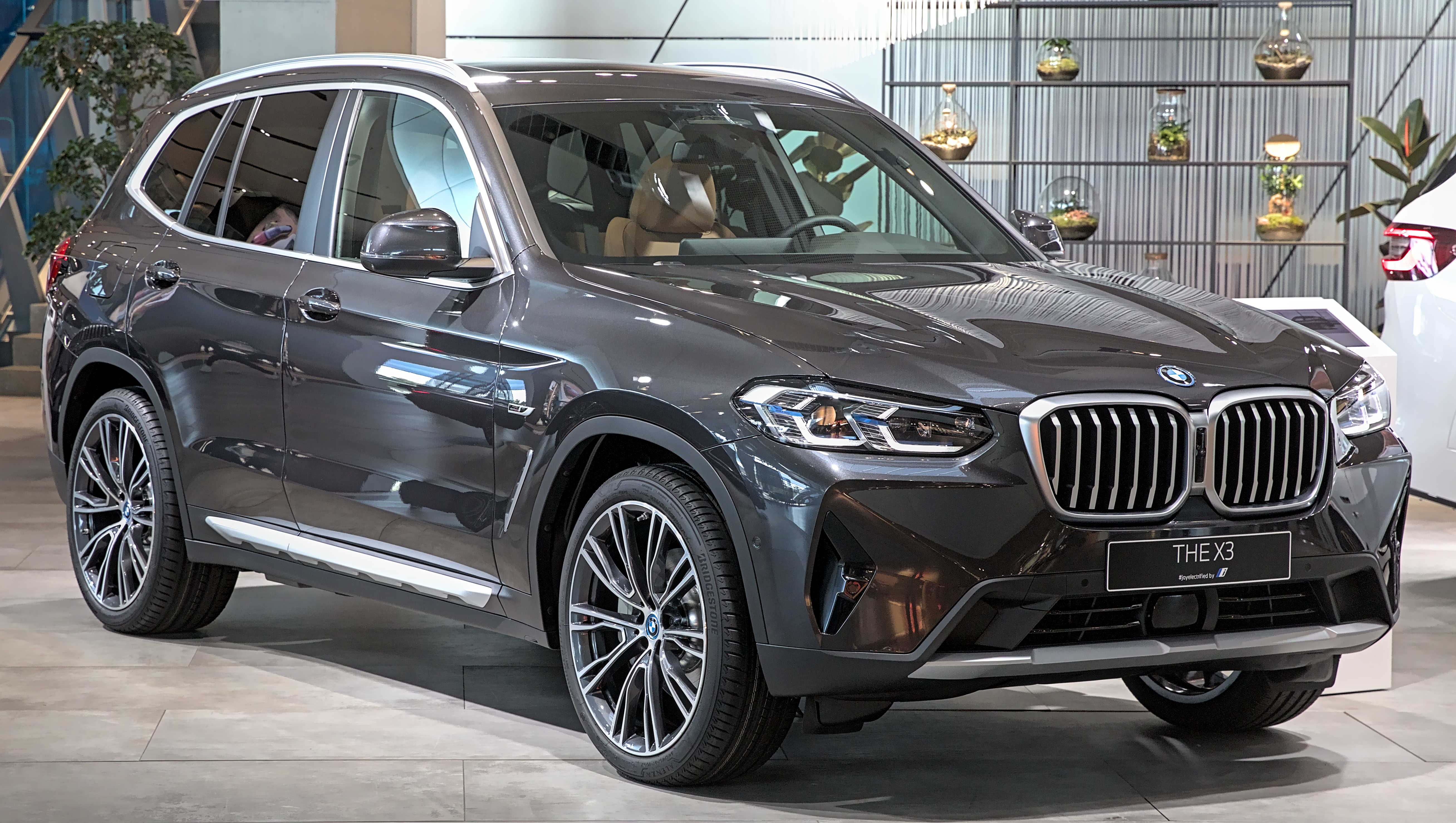
BMW X3 xDrive30e (з 2021 року)
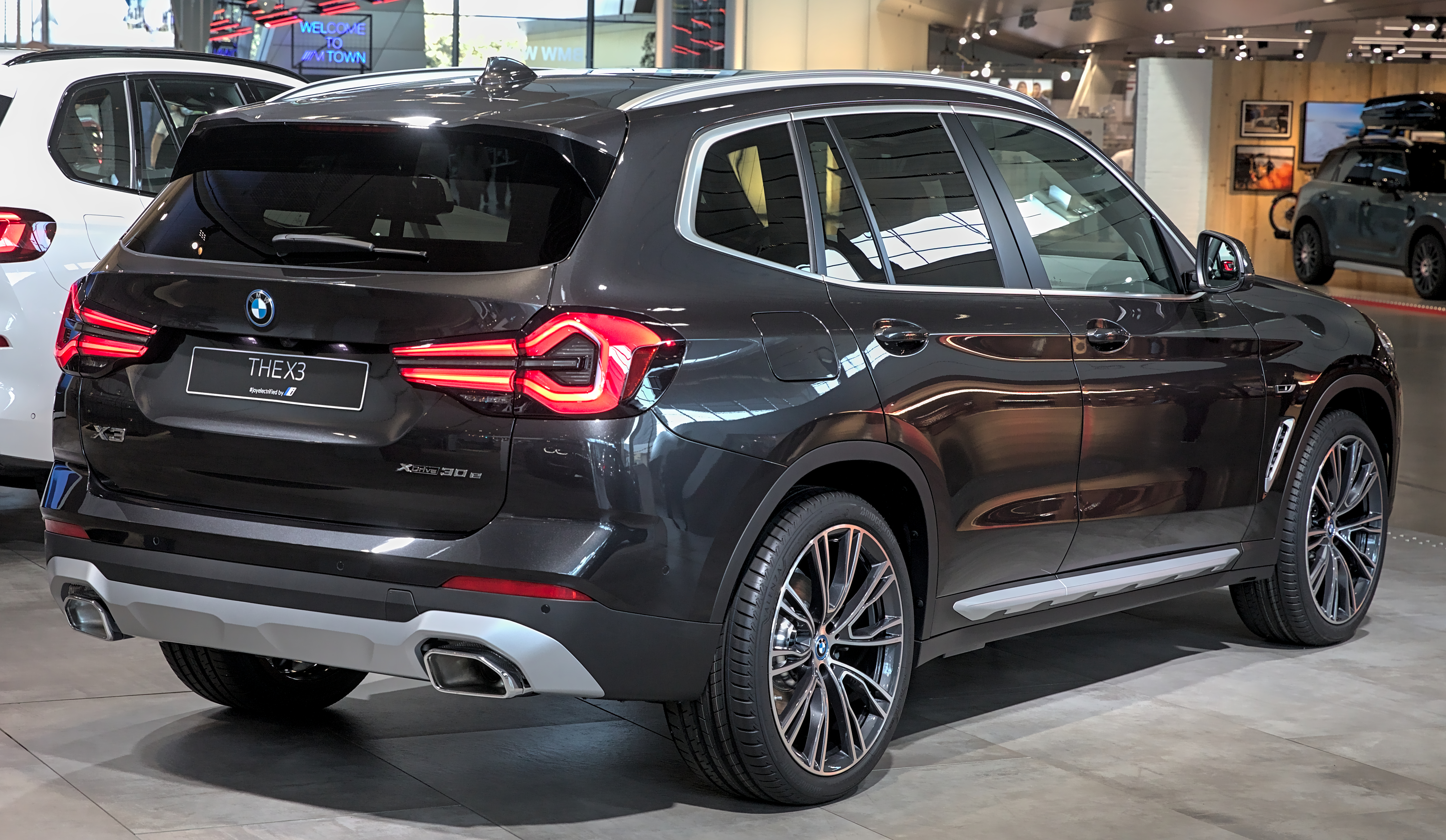
Вид ззаду збоку
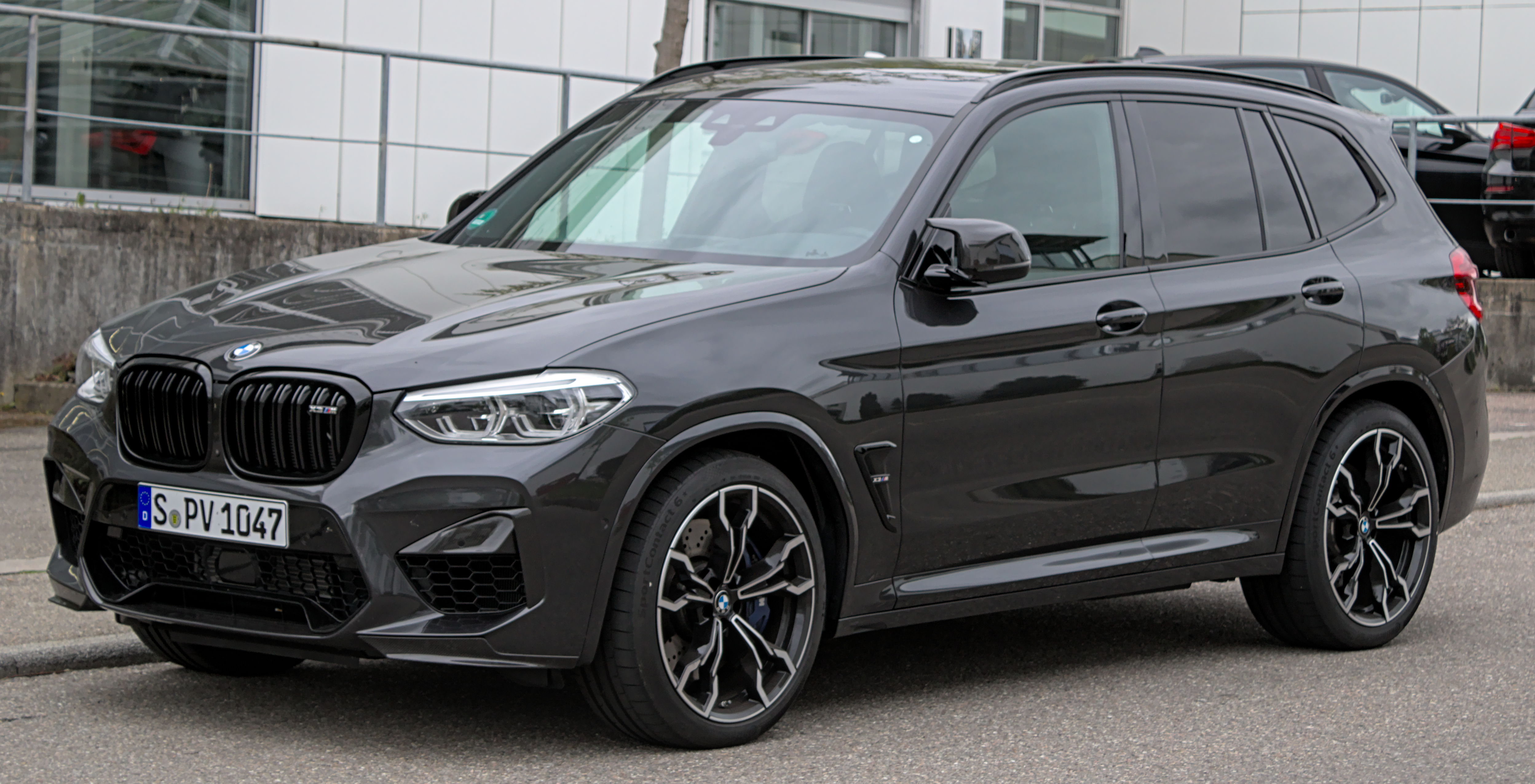
BMW X3 M Competition (2019-2021)
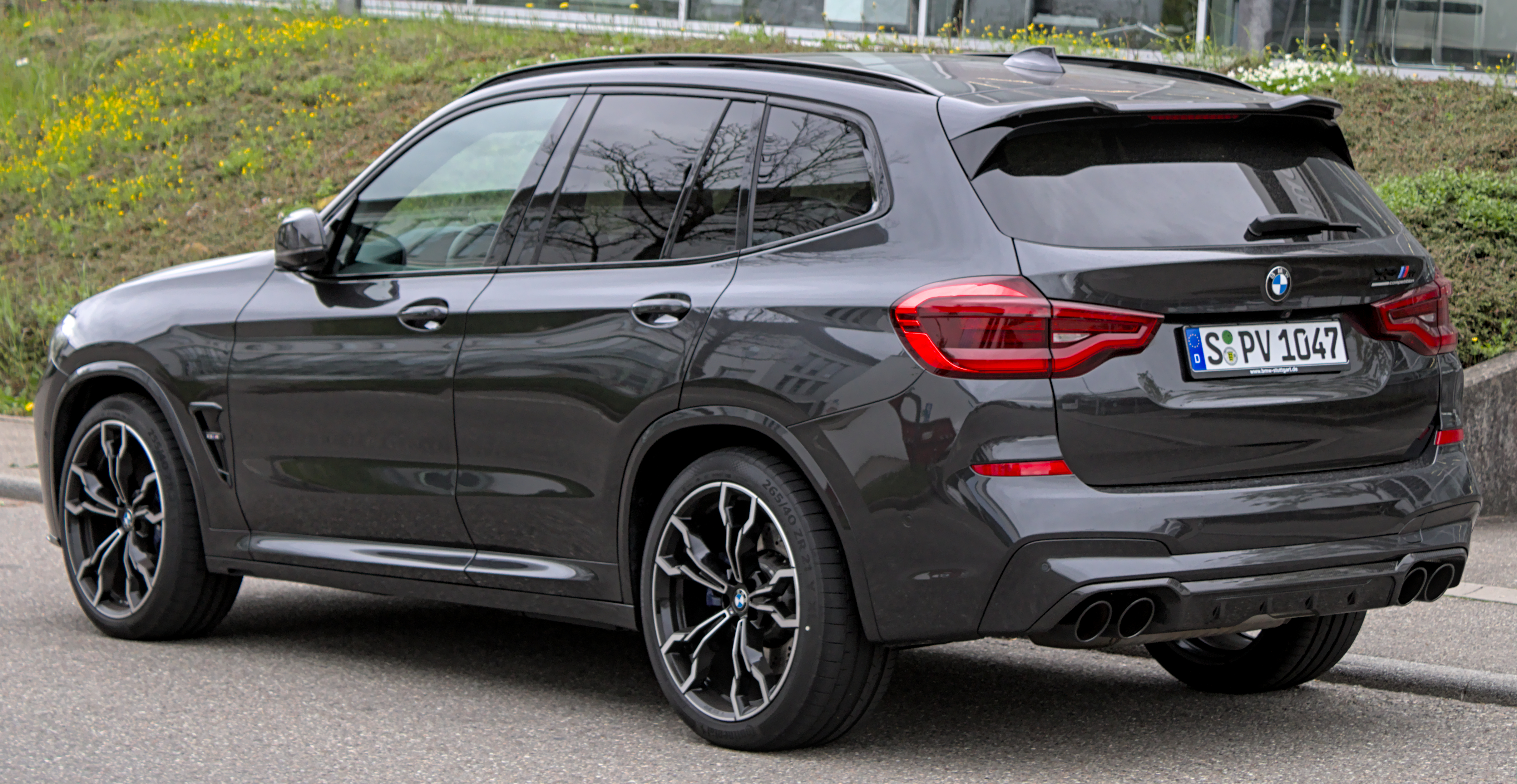
Вид ззаду
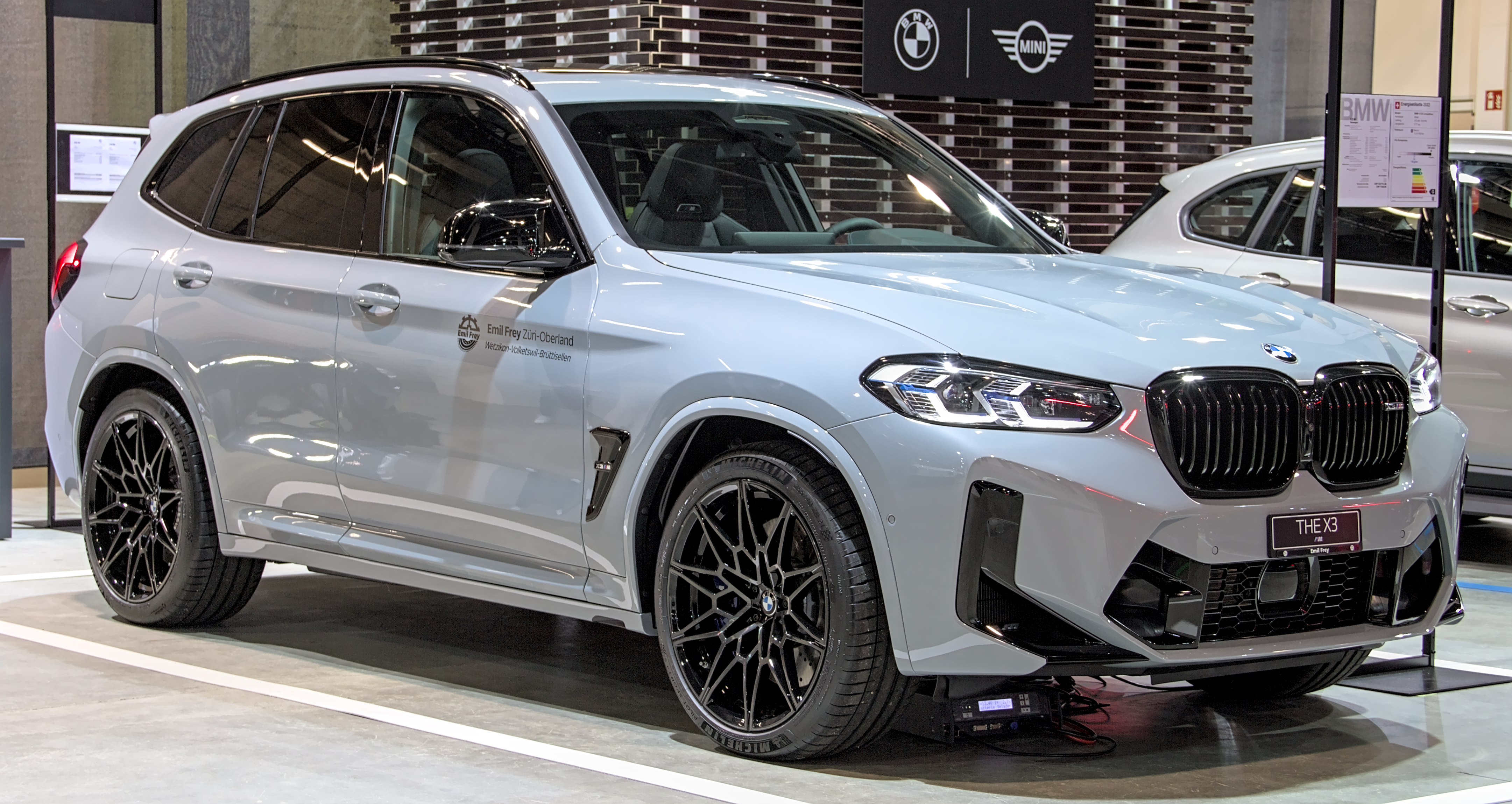
BMW X3 M (з 2021 року)
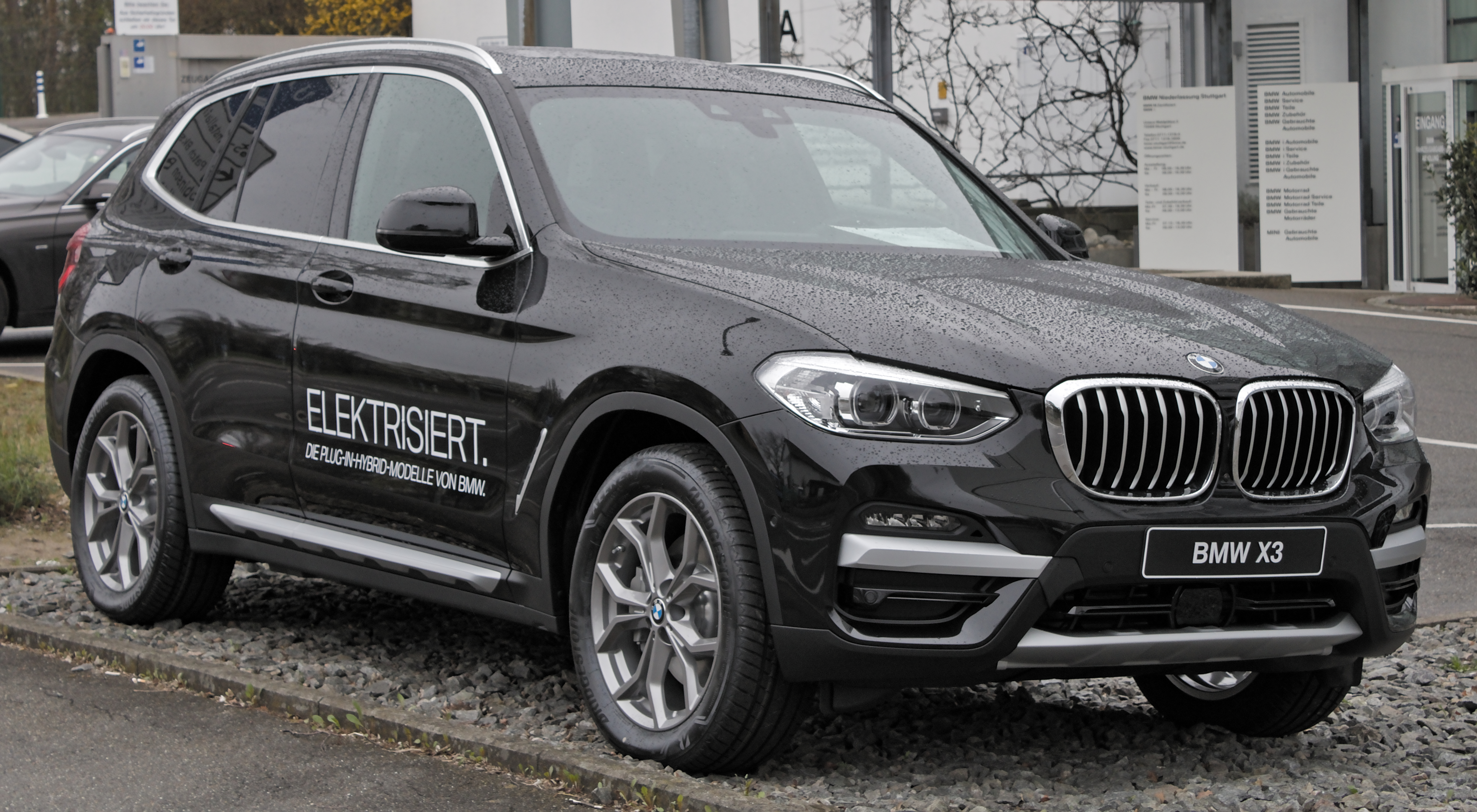
BMW X3 xDrive30e гібрид
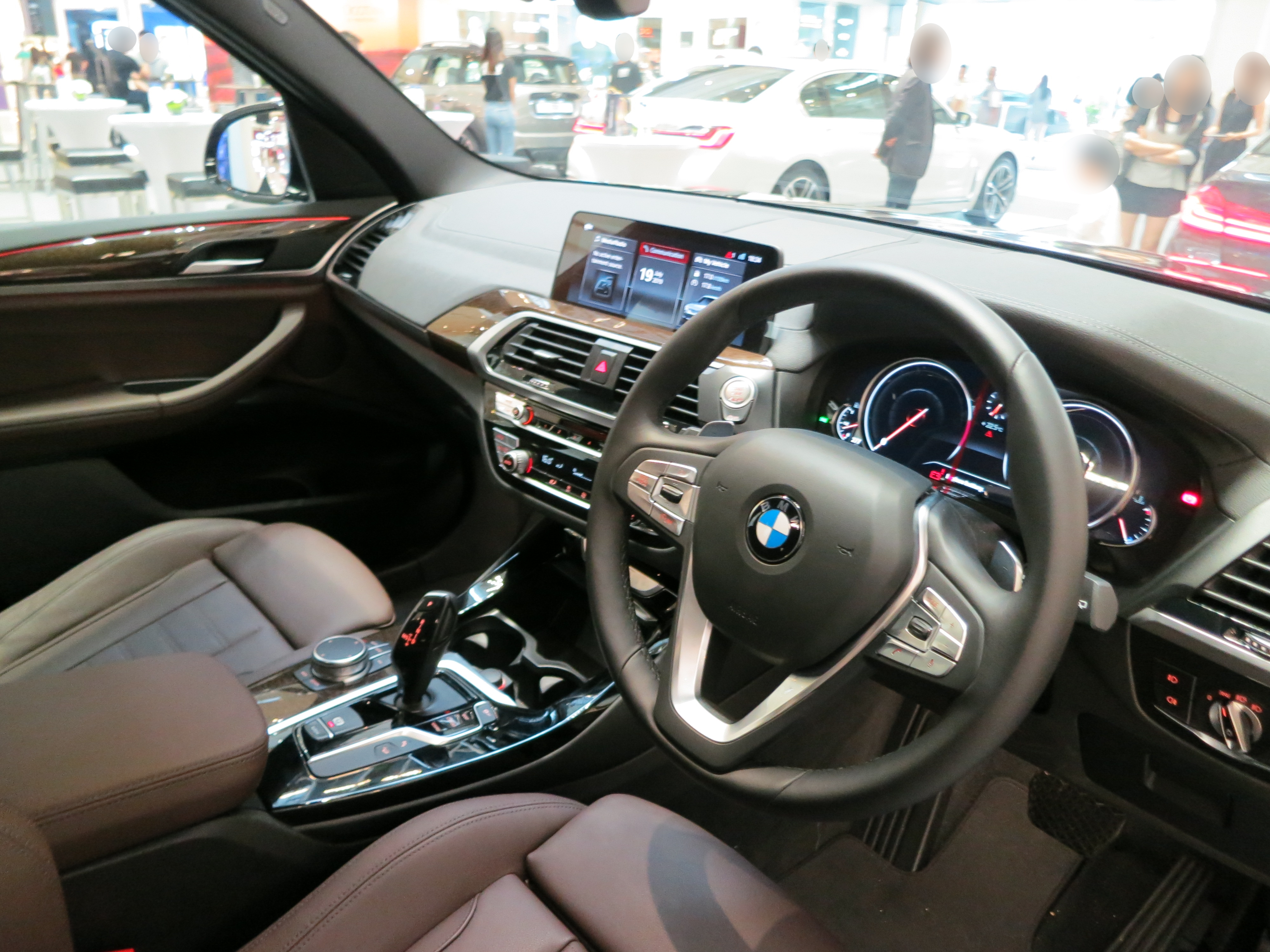

## Кузов
Порівняно з F25, G01, який базується на платформі BMW CLAR, зростає в усіх вимірах. Коефіцієнт лобового опору падає з 0,34 до 0,29 (M40d 0,32). Цьому сприяють обшивка днища та решітки вентиляційної решітки, які відкриваються або закриваються залежно від потреби в охолоджувальному повітрі. Незважаючи на збільшення розмірів, вага зменшилася на 55 кг можна зменшити. Для версії M він був посилений; видно А-подібну стійку в моторному відсіку. Споряджена маса X3 M становить 2070 кг.
Крім того, вага рівномірно розподіляється між передньою і задньою осями (50 : 50 розподіл ваги). Центр ваги iX3 на 7,5 см нижчий, ніж у моделей із згорянням.
Дизайн належить австралійцю Келвіну Люку, який уже розробив друге покоління X1, а також отримав замовлення на розробку третього покоління Z4.
Так звані ніздрі в iX3 закриті, як у його концептуального автомобіля, і таким чином ще більше зменшує опір повітря.

## Шасі
Як і інші моделі на платформі CLAR, X3 має полегшену п’ятиважільну задню вісь, яка, на відміну від передньої осі, не використовує алюміній. Всі гальмівні диски вентильовані.

## Двигуни
Усі моделі за кількома винятками (наприклад, sDrive18d для австрійського ринку або sDrive20i, який недоступний у Європі), стандартно оснащені повним приводом xDrive. Вперше в X3 з M40i є M варіант на вибір з бензиновим, а з 2018-08 року з M40d також M варіант потужного дизельного двигуна.
У X3 пропонують з 2019 року M, використовується нещодавно розроблений трилітровий рядний шестициліндровий двигун, який має максимум 353 кВт (480 PS) або з конкурсним пакетом 375 кВт (510 PS) виконує[що?].
З 2018-08 року була також версія Alpina X3, Alpina XD3 з 285 кВт максимальної потужності.
Приводний агрегат гібридної моделі xDrive30e складається з дволітрового бензинового двигуна максимальною потужністю 135 кВт та електродвигун на 80 кВт разом; потужність системи 215 кВт. Транспортний засіб може розвивати максимальну швидкість 210 км/год, в чисто електричному режимі до 135 км/год. Комбіноване стандартне енергоспоживання згідно NEDC становить 2,1-2,4 л на/100 км та 16,4–17,2 кВт/год струму на 100 км.
У чисто електричному iX3 синхронний електродвигун не потребує рідкісноземельних елементів і має ККД 93 %; автомобіль можна зарядити від нуля до 80 відсотків за 34 хвилини постійним струмом 150 кВт на швидкісних зарядних станціях, і за 10 хвилин він може подолати відстань у 100 км. Розміри батареї призводять до порівняно вигідної чистої маси автомобіля (DIN) 2185 кг. 

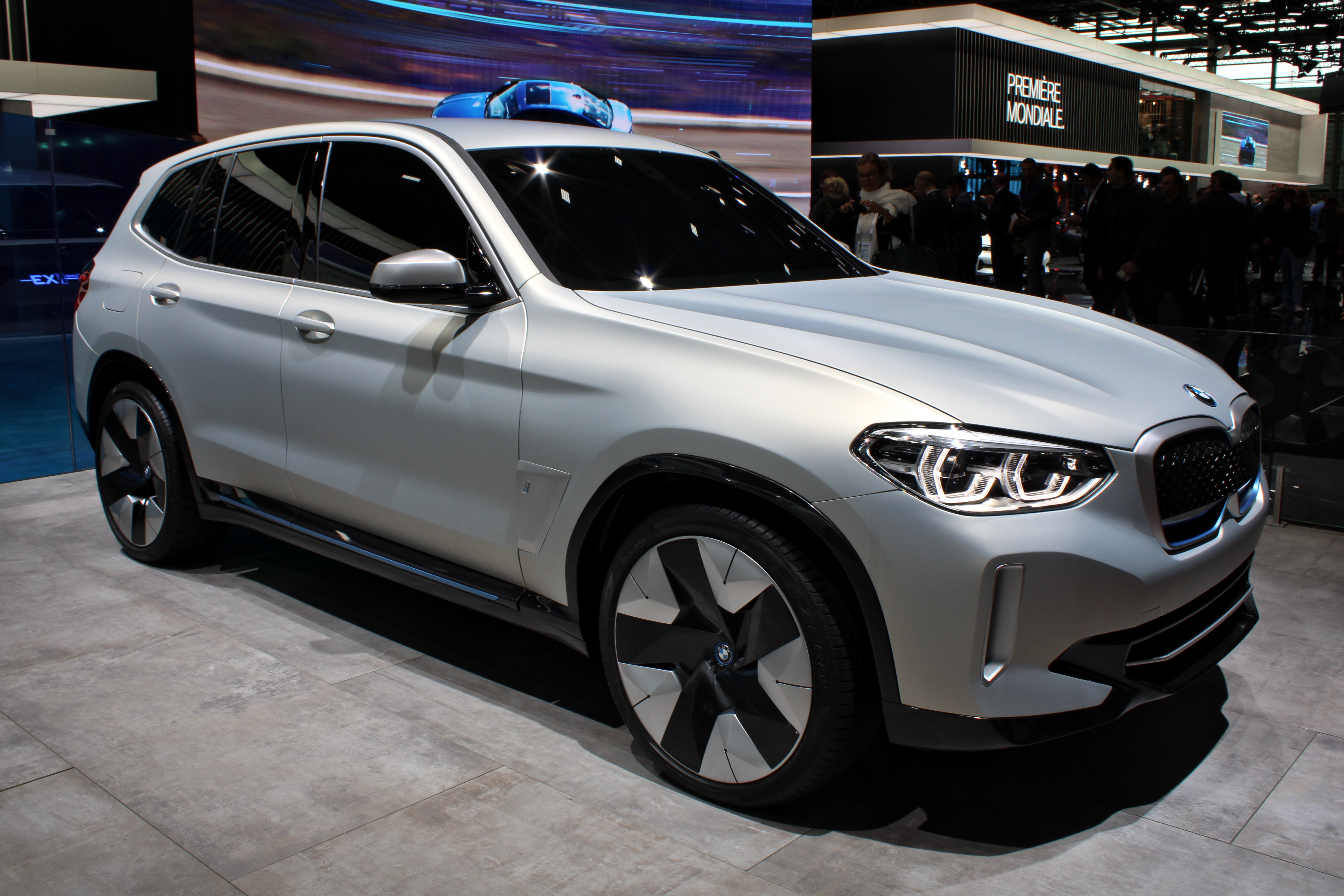
Концепт BMW iX3 на Паризькому автосалоні 2018
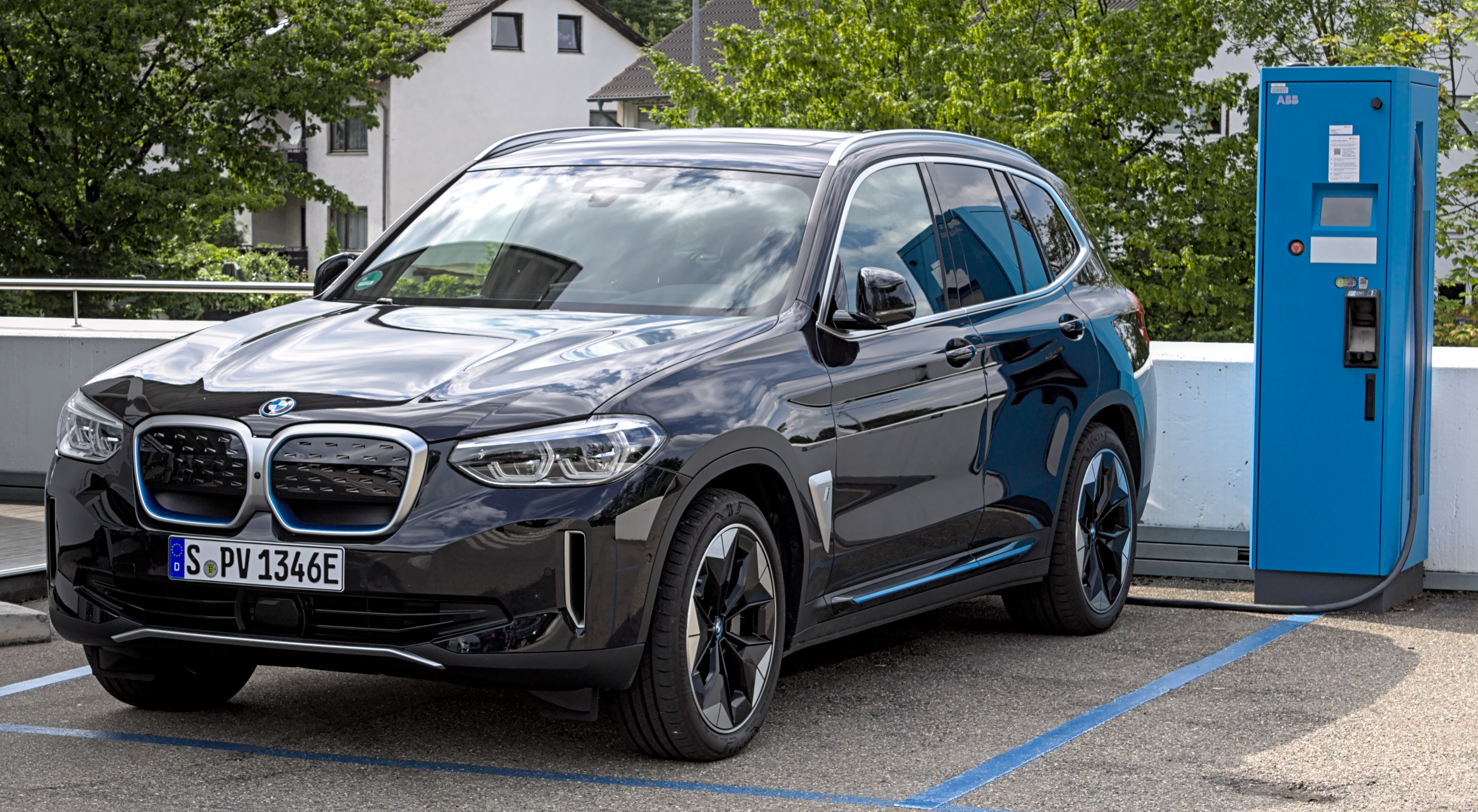
BMW iX3 (01/2021 - 09/2021)
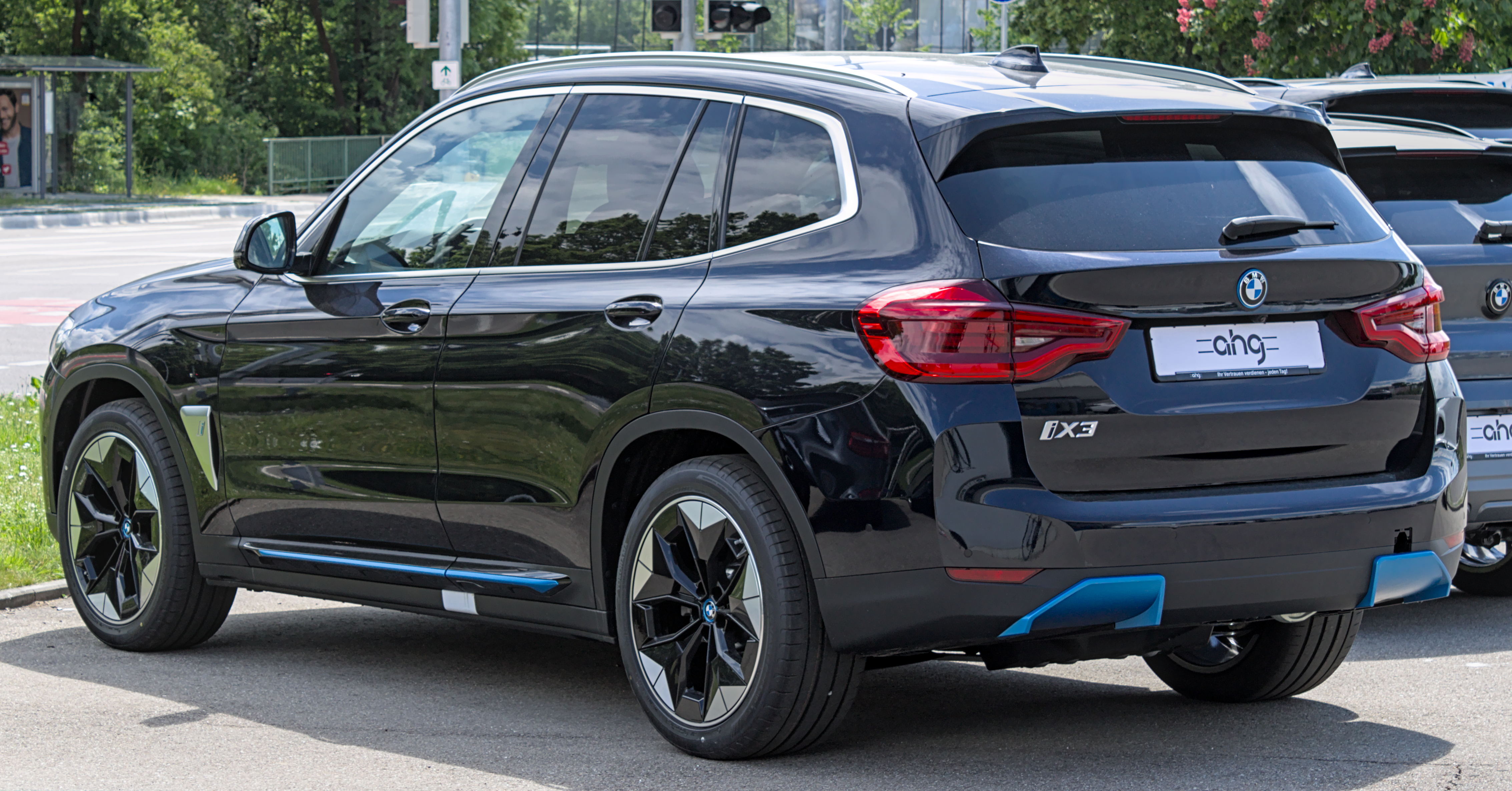
BMW iX3 вид ззаду
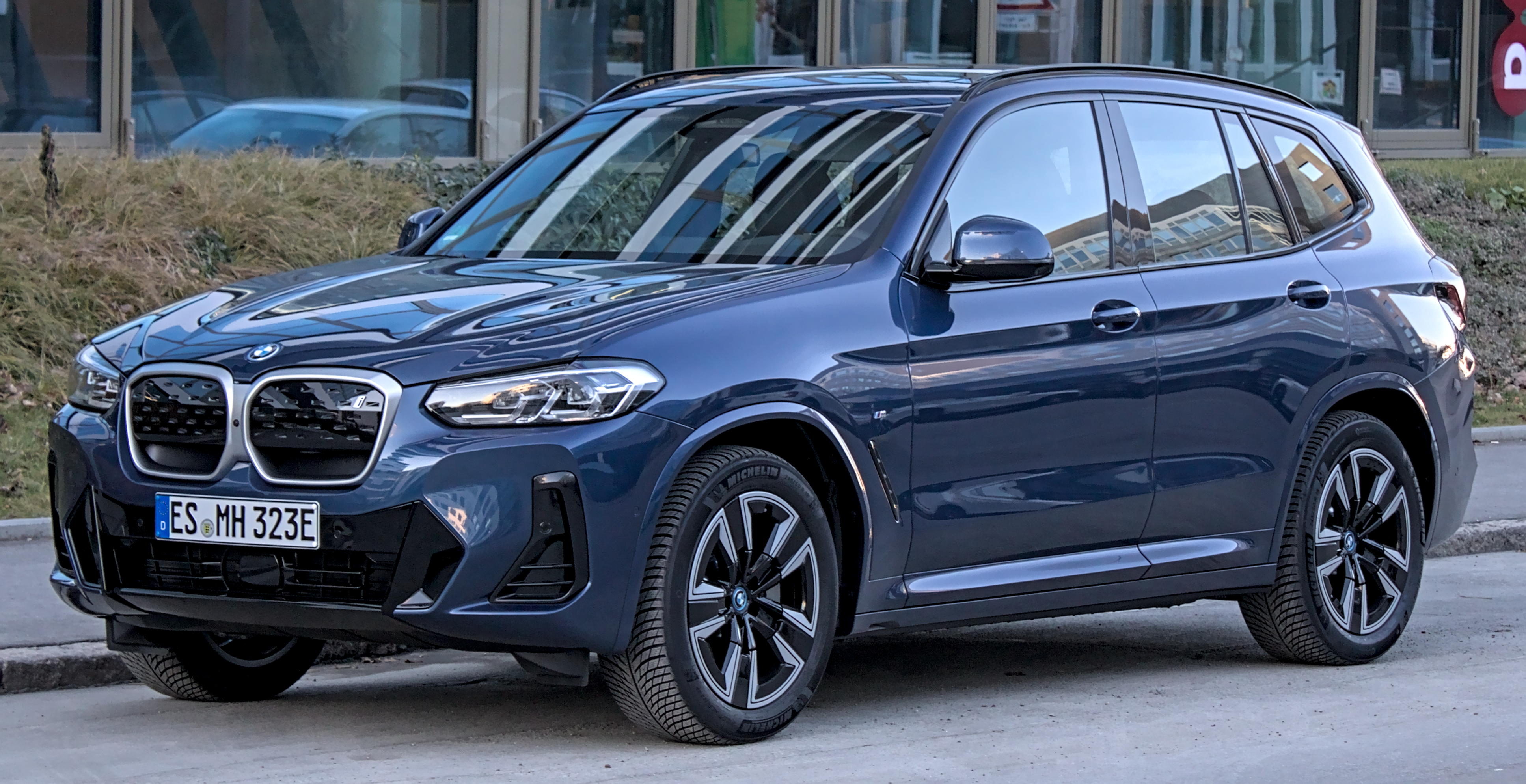
BMW iX3 фейсліфтінг (з 09/2021)
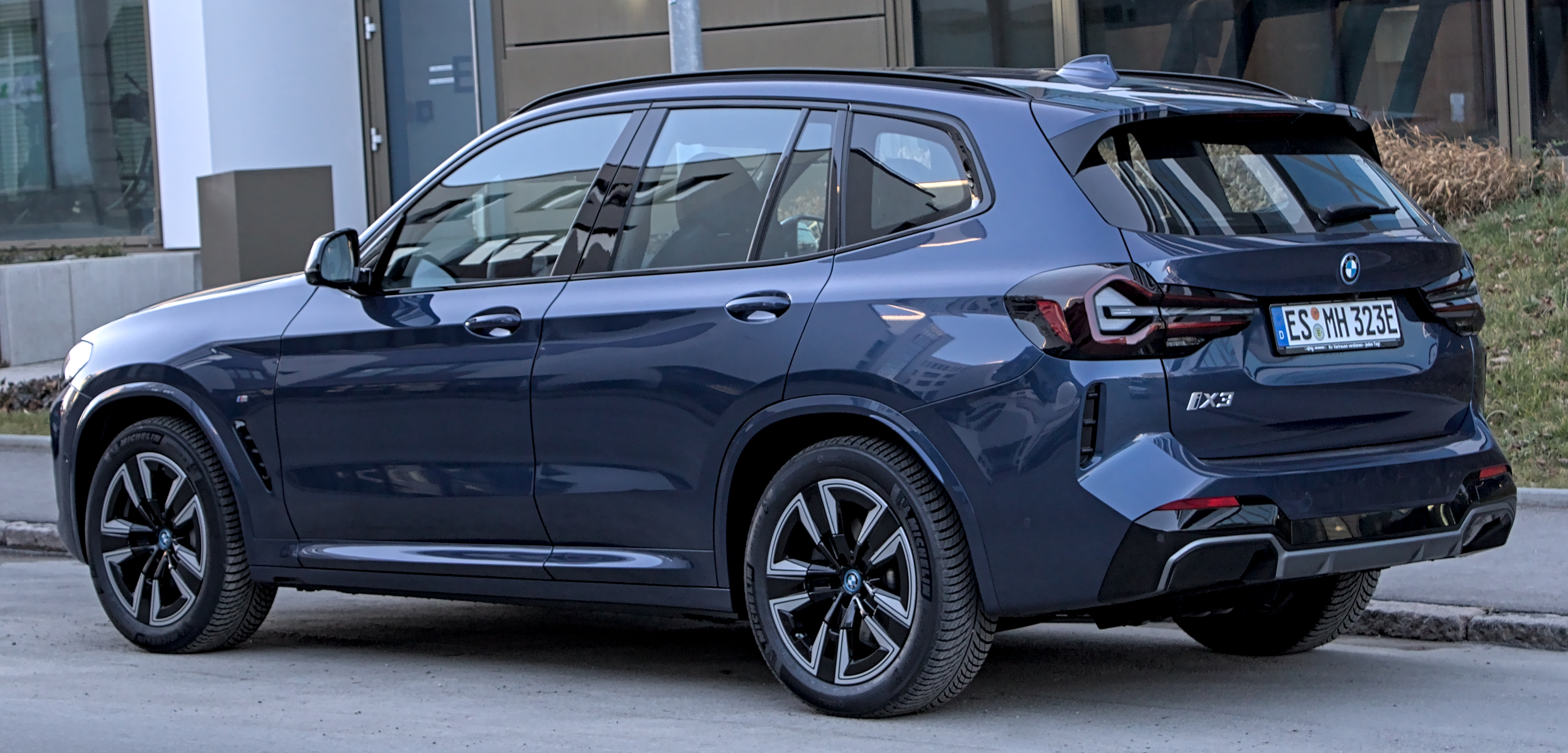
Вид ззаду
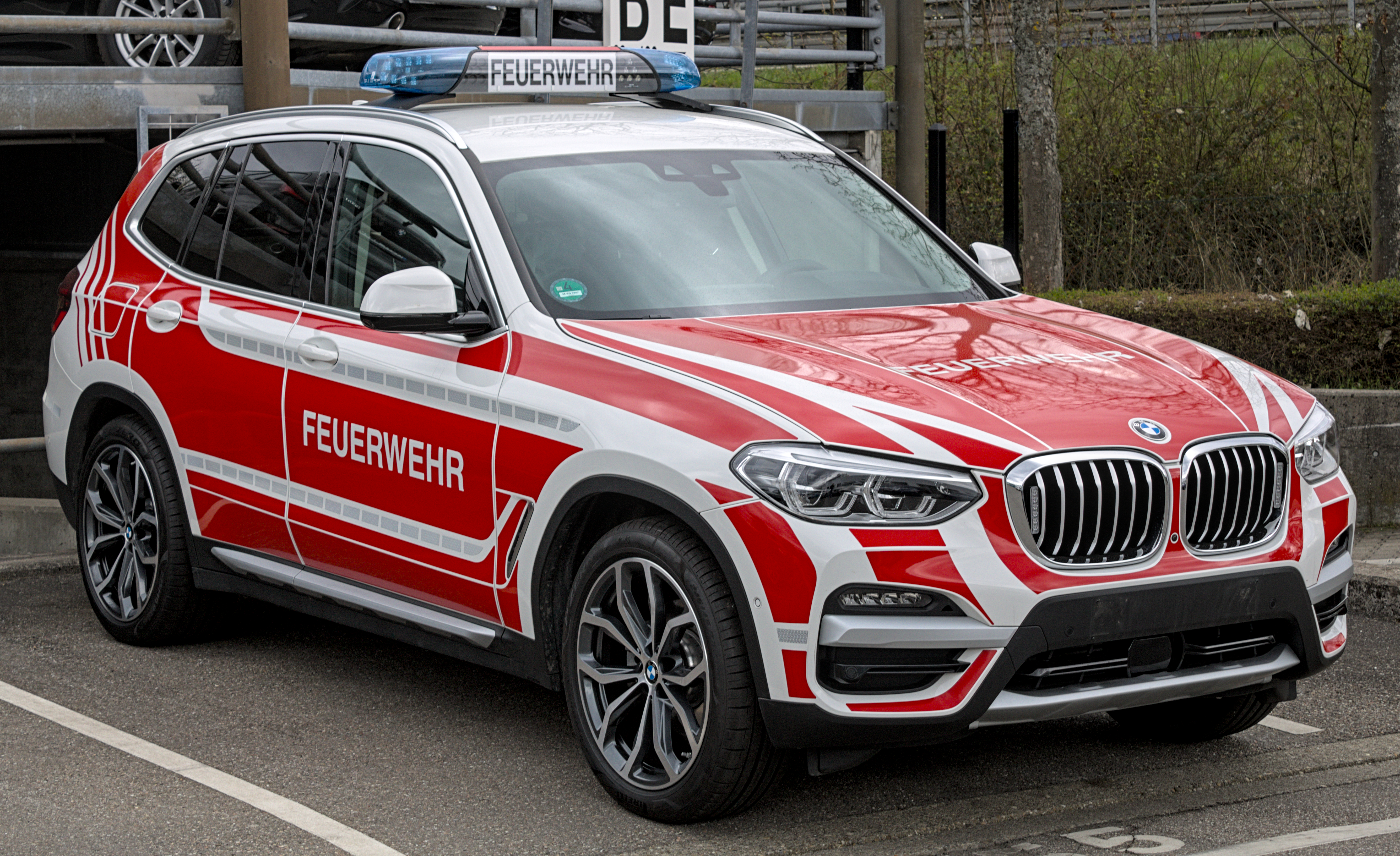
X3 як аварійний автомобіль для пожежної бригади

## Технічні характеристики

### Бензинові двигуни
|                                                              | sDrive20i                                 | xDrive20i                                 | xDrive20i                                 | xDrive28i                                 | xDrive30i                                 | xDrive30i                                 | M40i                                      | M40i                                      | M40i                                      | M40i                                      | M                                         | M Competition                             | M Competition                             |
| ------------------------------------------------------------ | ----------------------------------------- | ----------------------------------------- | ----------------------------------------- | ----------------------------------------- | ----------------------------------------- | ----------------------------------------- | ----------------------------------------- | ----------------------------------------- | ----------------------------------------- | ----------------------------------------- | ----------------------------------------- | ----------------------------------------- | ----------------------------------------- |
| Роки будівництва                                             | 12/2017                                   | 12/2017–08/2021                           | 08/2021                                   |                                           | 08/2021                                   | 12/2017–08/2021                           | 08/2018–09/2019                           | 11/2017–06/2018                           | 10/2019–08/2021                           | 08/2021                                   | 09/2019–08/2021                           | 09/2019–08/2021                           | 08/2021                                   |
| Тип двигуна                                                  | Бензиновий двигун                         | Бензиновий двигун                         | Бензиновий двигун                         | Бензиновий двигун                         | Бензиновий двигун                         | Бензиновий двигун                         | Бензиновий двигун                         | Бензиновий двигун                         | Бензиновий двигун                         | Бензиновий двигун                         | Бензиновий двигун                         | Бензиновий двигун                         | Бензиновий двигун                         |
| Компоновка двигуна                                           | R4                                        | R4                                        | R4                                        | R4                                        | R4                                        | R4                                        | R6                                        | R6                                        | R6                                        | R6                                        | R6                                        | R6                                        | R6                                        |
| Приготування суміші                                          | FSI                                       | FSI                                       | FSI                                       | FSI                                       | FSI                                       | FSI                                       | FSI                                       | FSI                                       | FSI                                       | FSI                                       | FSI                                       | FSI                                       | FSI                                       |
| Нагнітач                                                     | Подвійний турбонаддув                     | Подвійний турбонаддув                     | Подвійний турбонаддув                     | Подвійний турбонаддув                     | Подвійний турбонаддув                     | Подвійний турбонаддув                     | Подвійний турбонаддув                     | Подвійний турбонаддув                     | Подвійний турбонаддув                     | Подвійний турбонаддув                     | Подвійний турбонаддув                     | Подвійний турбонаддув                     | Подвійний турбонаддув                     |
| Змінна фаза газорозподілу                                    | Valvetronic                               | Valvetronic                               | Valvetronic                               | Valvetronic                               | Valvetronic                               | Valvetronic                               | Valvetronic                               | Valvetronic                               | Valvetronic                               | Valvetronic                               | Valvetronic                               | Valvetronic                               | Valvetronic                               |
| Регулювання розподільного вала                               |                                           |                                           |                                           |                                           |                                           |                                           | Подвійний-VANOS                           | Подвійний-VANOS                           | Подвійний-VANOS                           | Подвійний-VANOS                           | Подвійний-VANOS                           | Подвійний-VANOS                           | Подвійний-VANOS                           |
| Об'єм                                                        | 1998 cm³                                  | 1998 cm³                                  | 1998 cm³                                  | 1998 cm³                                  | 1998 cm³                                  | 1998 cm³                                  | 2998 cm³                                  | 2998 cm³                                  | 2998 cm³                                  | 2998 cm³                                  | 2993 cm³                                  | 2993 cm³                                  | 2993 cm³                                  |
| Ступінь стиснення                                            | 11,0 : 1                                  | 11,0 : 1                                  | 11,0 : 1                                  |                                           | 10,2 : 1                                  | 10,2 : 1                                  | 11,0 : 1                                  | 11,0 : 1                                  | 11,0 : 1                                  | 10,2 : 1                                  | 9,3 : 1                                   | 9,3 : 1                                   | 9,3 : 1                                   |
| Макс. потужність при 1/хв                                    | 135 kW (184 PS)/ 5000–6500                | 135 kW (184 PS)/ 5000–6500                | 135 kW (184 PS)/ 5000–6500                | 165 kW (224 PS)/ 5200–6500                | 180 kW (245 PS)/ 5000–6500                | 185 kW (252 PS)/ 5200–6500                | 260 kW (354 PS)/ 5500–6500                | 265 kW (360 PS)/ 5500–6500                | 265 kW (360 PS)/ 5200–6500                | 265 kW (360 PS)/ 5200–6500                | 353 kW (480 PS)/ 6250                     | 375 kW (510 PS)/ 6250                     | 375 kW (510 PS)/ 6250                     |
| Макс. крутний момент при 1/хв                                | 290 Nm/ 1350–4250                         | 290 Nm/ 1350–4250                         | 300 Nm/ 1350–4000                         | 310 Nm/ 1400–5000                         | 350 Nm/ 1460–4800                         | 350 Nm/ 1450–4800                         | 500 Nm/ 1550–4500                         | 500 Nm/ 1520–4800                         | 500 Nm/ 1850–5000                         | 500 Nm/ 1900–5000                         | 600 Nm/ 2600–5600                         | 600 Nm/ 2600–5950                         | 650 Nm/ 2750–5500                         |
| Стандартна трансмісія                                        | 8-ступінчаста автоматична коробка передач | 8-ступінчаста автоматична коробка передач | 8-ступінчаста автоматична коробка передач | 8-ступінчаста автоматична коробка передач | 8-ступінчаста автоматична коробка передач | 8-ступінчаста автоматична коробка передач | 8-ступінчаста автоматична коробка передач | 8-ступінчаста автоматична коробка передач | 8-ступінчаста автоматична коробка передач | 8-ступінчаста автоматична коробка передач | 8-ступінчаста автоматична коробка передач | 8-ступінчаста автоматична коробка передач | 8-ступінчаста автоматична коробка передач |
| Привід, стандарт                                             |                                           | Повний привод xDrive                      | Повний привод xDrive                      | Повний привод xDrive                      | Повний привод xDrive                      | Повний привод xDrive                      | Повний привод xDrive                      | Повний привод xDrive                      | Повний привод xDrive                      | Повний привод xDrive                      | Повний привод xDrive                      | Повний привод xDrive                      | Повний привод xDrive                      |
| Споряджена маса в кг (DIN/EU)                                |                                           | 1715/ 1790                                | 1800/ 1875                                |                                           | 1810/ 1885                                | 1715/ 1790                                | 1810/ 1885                                | 1810/ 1885                                | 1810/ 1885                                | 1910/ 1985                                | 1970/ 2045                                | 1970/ 2045                                | 2010/ 2085                                |
| Прискорення,0-100 км/год за с                                | 8,3                                       | 8,3                                       | 8,4                                       | 7,6                                       | 6,6                                       | 6,3                                       | 4,8                                       | 4,8                                       | 4,8                                       | 4,9                                       | 4,2                                       | 4,1                                       | 3,8                                       |
| Макс. швидкість в км/год                                     | 215                                       | 215                                       | 215                                       | 225                                       | 235                                       | 240                                       | 250                                       | 250                                       | 250                                       | 250                                       | 250 280                                   | 250 285                                   | 250 285                                   |
| Витрата палива,відповідно до директиви ЄЕС,змішаний л/100 км | 7,4                                       | 7,1–7,3                                   |                                           | 8,0                                       |                                           | 7,2–7,3                                   | 7,9–8,2                                   | 9,1                                       | 8,2–8,4                                   |                                           | 10,5–11,0                                 | 10,5–11,0                                 |                                           |
| Викиди CO2з серійним обладнанням,змішане в г/км              | 169                                       | 163–168                                   |                                           | k. A.                                     |                                           | 164–168                                   | 206–207                                   | 188–193                                   | 179–187                                   |                                           | 239–253                                   | 239–253                                   |                                           |
| Місткість бака                                               | 65 l                                      | 65 l                                      | 65 l                                      | 65 l                                      | 65 l                                      | 65 l                                      | 65 l                                      | 65 l                                      | 65 l                                      | 65 l                                      | 65 l                                      | 65 l                                      | 65 l                                      |
| Доочистка вихлопних газів                                    |                                           | Бензиновий сажовий фільтр                 | Бензиновий сажовий фільтр                 |                                           | Бензиновий сажовий фільтр                 | Бензиновий сажовий фільтр                 | Бензиновий сажовий фільтр                 |                                           | Бензиновий сажовий фільтр                 | Бензиновий сажовий фільтр                 | Бензиновий сажовий фільтр                 | Бензиновий сажовий фільтр                 | Бензиновий сажовий фільтр                 |
| Стандарт викидів Класифікація ЄС                             | Euro 6                                    | Euro 6d-TEMP / Euro 6d                    | Euro 6d                                   | k. A.                                     | Euro 6d                                   | Euro 6d-TEMP / Euro 6d                    | Euro 6d-TEMP                              | Euro 6                                    | Euro 6d-TEMP / Euro 6d                    | Euro 6d                                   | Euro 6d-TEMP / Euro 6d                    | Euro 6d-TEMP / Euro 6d                    | Euro 6d                                   |

### Гібриди
|                                                                            | xDrive30e                         |
| -------------------------------------------------------------------------- | --------------------------------- |
| Роки будівництва                                                           | з 11/2019                         |
| Тип двигуна                                                                | Бензиновий двигун + електродвигун |
| Компоновка двигуна                                                         | R4 + електродвигун                |
| Приготування суміші                                                        | Пряме впорскування палива         |
| Нагнітач                                                                   | Подвійний турбонаддув             |
| Змінна фаза газорозподілу                                                  | Valvetronic                       |
| Об'єм                                                                      | 1998 cc                           |
| Макс. потужність системи                                                   | 215 кВт (292 PS)                  |
| Макс. потужність двигуна внутрішнього згорання при 1/хв                    | 135 кВт (184 HP) / 5000-6500      |
| Макс. потужність електродвигуна при 1/хв                                   | 80 кВт (109 PS)                   |
| Макс. крутний момент системи                                               | 420 Нм                            |
| Макс. Крутний момент двигуна внутрішнього згорання при 1/хв                | 290 Нм / 1350-4250                |
| Макс. Моментний електродвигун при 1/хв                                     | 250 Нм / 0-2500                   |
| Коробка передач стандартна                                                 | 8-ступінчастий автомат            |
| Привід, стандарт                                                           | повний привід                     |
| Споряджена маса в кг (DIN/EU)                                              | 1990 / 2065                       |
| Прискорення, 0-100 км/год за с                                             | 6.1                               |
| Максимальна швидкість в км/год                                             | 210 135                           |
| Споживання пального відповідно до директиви ЄЕС, в сумі л/100 км           | 2:1-2:4                           |
| Споживання електрики відповідно до директиви ЄЕС, сумісно в кВт-год/100 км | 16:4-17:2                         |
| Викиди CO 2 зі стандартною трансмісією, змішане в г/км                     | 49-54                             |
| Місткість бака                                                             | 50л                               |
| Чисто електричний запас ходу в км                                          | 51-55                             |
| Стандарт викидів за класифікацією ЄС                                       | Євро 6d-TEMP / Євро 6d (2)        |

### Дизельні двигуни
|                                                                | sDrive18d                                 | xDrive20d                                 | xDrive20d                                 | xDrive25d                                 | xDrive30d                                 | xDrive30d                                 | xDrive30d                                 | M40d                                      | M40d                                      | M40d                                      |
| -------------------------------------------------------------- | ----------------------------------------- | ----------------------------------------- | ----------------------------------------- | ----------------------------------------- | ----------------------------------------- | ----------------------------------------- | ----------------------------------------- | ----------------------------------------- | ----------------------------------------- | ----------------------------------------- |
| Роки будівництва                                               |                                           | 11/2017–08/2021                           | 08/2021                                   | 03/2018–06/2019                           | 11/2017–06/2019                           | 08/2020–08/2021                           | 08/2021                                   | 08/2018–06/2019                           | 08/2020–08/2021                           | 08/2021                                   |
| Тип двигуна                                                    | Дизельний двигун                          | Дизельний двигун                          | Дизельний двигун                          | Дизельний двигун                          | Дизельний двигун                          | Дизельний двигун                          | Дизельний двигун                          | Дизельний двигун                          | Дизельний двигун                          | Дизельний двигун                          |
| Компоновка двигуна                                             | R4                                        | R4                                        | R4                                        | R4                                        | R6                                        | R6                                        | R6                                        | R6                                        | R6                                        | R6                                        |
| Приготування суміші                                            | Common-Rail-пряме впорскування            | Common-Rail-пряме впорскування            | Common-Rail-пряме впорскування            | Common-Rail-пряме впорскування            | Common-Rail-пряме впорскування            | Common-Rail-пряме впорскування            | Common-Rail-пряме впорскування            | Common-Rail-пряме впорскування            | Common-Rail-пряме впорскування            | Common-Rail-пряме впорскування            |
| Нагнітач                                                       | Турбонаддув зі змінною геометрією         | Турбонаддув зі змінною геометрією         | Турбонаддув зі змінною геометрією         | Турбонаддув зі змінною геометрією         | Турбонаддув зі змінною геометрією         | Турбонаддув зі змінною геометрією         | Турбонаддув зі змінною геометрією         | Подвійний турбонаддув                     | Подвійний турбонаддув                     | Подвійний турбонаддув                     |
| Об'єм                                                          | 1995 cm³                                  | 1995 cm³                                  | 1995 cm³                                  | 1995 cm³                                  | 2993 cm³                                  | 2993 cm³                                  | 2993 cm³                                  | 2993 cm³                                  | 2993 cm³                                  | 2993 cm³                                  |
| Ступінь стиснення                                              | 16,5 : 1                                  | 16,5 : 1                                  | 16,5 : 1                                  | 16,5 : 1                                  | 16,5 : 1                                  | 16,5 : 1                                  | 16,5 : 1                                  | 16,5 : 1                                  | 16,5 : 1                                  | 16,5 : 1                                  |
| Макс. потужність при 1/хв                                      | 110 kW (150 PS)/ 4000                     | 140 kW (190 PS)/ 4000                     | 140 kW (190 PS)/ 4000                     | 170 kW (231 PS)/ 4400                     | 195 kW (265 PS)/ 4000                     | 210 kW (286 PS)/ 4000                     | 210 kW (286 PS)/ 4000                     | 240 kW (326 PS)/ 4400                     | 250 kW (340 PS)/ 4400                     | 250 kW (340 PS)/ 4400                     |
| Макс. крутний момент при 1/хв                                  | 350 Nm/ 1500–3000                         | 400 Nm/ 1750–2500                         | 400 Nm/ 1750–2500                         | 500 Nm/ 2000                              | 620 Nm/ 2000–2500                         | 650 Nm/ 1500–2500                         | 650 Nm/ 1500–2500                         | 680 Nm/ 1750–2750                         | 700 Nm/ 1750–2250                         | 700 Nm/ 1750–2250                         |
| Трансмісія, опціонально стандартна                             | (6-ступінчаста механічна коробка передач) | 8-ступінчаста автоматична коробка передач | 8-ступінчаста автоматична коробка передач | 8-ступінчаста автоматична коробка передач | 8-ступінчаста автоматична коробка передач | 8-ступінчаста автоматична коробка передач | 8-ступінчаста автоматична коробка передач | 8-ступінчаста автоматична коробка передач | 8-ступінчаста автоматична коробка передач | 8-ступінчаста автоматична коробка передач |
| Трансмісія, опціонально                                        | 8-ступінчаста автоматична коробка передач | –                                         | –                                         | –                                         | –                                         | –                                         | –                                         | –                                         | –                                         | –                                         |
| Привід, стандарт                                               | Задній привід sDrive                      | Повний привід xDrive                      | Повний привід xDrive                      | Повний привід xDrive                      | Повний привід xDrive                      | Повний привід xDrive                      | Повний привід xDrive                      | Повний привід xDrive                      | Повний привід xDrive                      | Повний привід xDrive                      |
| Споряджена маса в кг (DIN/EU)                                  |                                           | 1750/ 1825                                | 1840/1915                                 | 1765 / 1840                               | 1820/ 1895                                | 1820/ 1895                                | 1935 / 2010                               | 1895/ 1970                                | 1895/ 1970                                | 2005 / 2080                               |
| Прискорення, 0-100 км/год за с                                 | (9,5) 9,7                                 | 8,0                                       | 7,9                                       | 6,8                                       | 5,8                                       | 5,7                                       | 5,7                                       | 4,9                                       | 4,9                                       | 4,9                                       |
| Максимальна швидкість, км/год                                  | (200) 198                                 | 213                                       | 213                                       | 233                                       | 240                                       | 245                                       | 245                                       | 250                                       | 250                                       | 250                                       |
| Витрата палива, відповідно до директиви ЄЕС, змішаний л/100 км | (5,1–5,3) 4,9–5,1                         | 5,0–5,4                                   |                                           | 5,8–6,1                                   | 5,7–6,0                                   | 5,2–5,6                                   |                                           | 6,4–6,5                                   | 5,6–6,0                                   |                                           |
| Викиди CO2 з серійним обладнанням, змішане в г/км              | (134–139) 128–133                         | 132–142                                   |                                           | 154–160                                   | 149–158                                   | 137–147                                   |                                           | 169–172                                   | 148–157                                   |                                           |
| Місткість бака                                                 |                                           | 68 l                                      | 68 l                                      | 68 l                                      | 68 l                                      | 68 l                                      | 68 l                                      | 68 l                                      | 68 l                                      | 68 l                                      |
| Стандарт викидів Класифікація ЄС                               | Euro 6                                    | Euro 6c / Euro 6d-TEMP / Euro 6d          | Euro 6d                                   | Euro 6c                                   | Euro 6c / Euro 6d-TEMP                    | Euro 6d                                   | Euro 6d                                   | Euro 6d-TEMP                              | Euro 6d                                   | Euro 6d                                   |

- Значення в круглих дужках ( ) стосуються автомобілів з 6-ступінчастою механічною коробкою передач

### Електричні
|                                                                            | iX3                                                  |
| -------------------------------------------------------------------------- | ---------------------------------------------------- |
| Роки будівництва                                                           | з 01/2021                                            |
| Тип двигуна                                                                | Трифазний змінний струм - електрична машина          |
| Компоновка двигуна                                                         | Синхронна машина із зовнішнім збудженням             |
| Потужність, пік                                                            | 210 кВт (286 PS)                                     |
| Постійна потужність 1/хв                                                   | 80 кВт (109 HP) / 6000                               |
| Макс. крутний момент                                                       | 400 Нм                                               |
| Коробка передач стандартна                                                 | 1-ступінчаста коробка передач                        |
| Привід, стандарт                                                           | Задній привід                                        |
| Прискорення, 0-100 км/год за с                                             | 6.8                                                  |
| Максимальна швидкість в км/год                                             | 180                                                  |
| Споживання електрики відповідно до директиви ЄЕС, сумісно в кВт-год/100 км | 17,5-17,8                                            |
| Ємність акумулятора, брутто / нетто                                        | 80 кВт/год / 73,83 кВт/год (Літій-іонний акумулятор) |
| Тривалість заряду AC, 0-100 % (Потужність зарядки 11 кВт)                  | 7 годин 30 хвилин                                    |
| Тривалість заряду DC, 0-80 % (Потужність зарядки 150 кВт)                  | 34 хв                                                |
| Чисто електричний запас ходу в км                                          | 450–458 км                                           |
| Стандарт викидів за класифікацією ЄС                                       | —                                                    |